# Daniił Fomin
Daniił Dmitrijewicz Fomin (ros. Даниил Дмитриевич Фомин, ur. 2 marca 1997 w Tichoriecku) – rosyjski piłkarz występujący na pozycji pomocnika w rosyjskim Dinamie Moskwa.

## Kariera klubowa
Piłkarz jest wychowankiem FK Krasnodar, który reprezentował na wszystkich szczeblach juniorskich. Z klubu został wypożyczony na dwa lata do FK Niżny Nowogród, po którym został sprzedany do FK Ufa w 2019 roku – nie rozgrywając ani jednego spotkania w pierwszej drużynie Krasnodaru.
Po jednym sezonie spędzonym w Ufie, latem 2020 przeniósł się do stołecznego Dinamo Moskwa – gdzie gra do dziś.

## Kariera reprezentacyjna
Pierwsze powołanie do reprezentacji Rosji Fomin otrzymał w listopadzie 2019 roku na spotkania z reprezentacją Belgii i San Marino w ramach eliminacji Euro 2020 – nie rozegrał wtedy jednak ani minuty.
Debiut zawodnika miał miejsce w listopadzie 2020 roku, kiedy to rozegrał jedną minutę w spotkaniu Ligi Narodów przeciwko Turcji. Członek kadry Rosji na Euro 2020.
Fomin jest byłym reprezentantem Rosji na szczeblu – U19 i U21.